# Цинк
Цинк (Zn, лат. zincum) хемијски елемент је из групе , са атомским бројем 30. По неким аспектима цинк је хемијски сличан магнезијуму: оба елемента имају само једно оксидационо стање (+2), и јони Zn2+ и 2+ су сличне величине. Цинк је 24. најзаступљенији елемент у Земљиној кори и има пет стабилних изотопа. Најизобилнија руда цинка је сфалерит, минерал цинк сулфида. Највећа налазишта цинка су у Аустралији, Азији и Сједињеним Државама. Цинк се рафинира путем флотације руде пеном, топљења, и финалне екстракције користећи електричну струју.
Месинг, легура бакра и цинка у разним пропорцијама, је кориштена још од трећег миленијума п. н. е. у Егејској области, Ираку, Уједињеним Арапским Емиратима, Калмикији, Туркменистану и Грузији, и у другом миленијуму п. н. е. у Западној Индији, Узбекистану, Ирану, Сирији, Ираку, и Израелу/Палестини. Метални цинк није произвођен у великим количинама до 12. века у Индији, мада је био познат античким Римљанима и Грцима. Рудници у Раџастану су пружили дефинитивне доказе о продукцији цинка која датира уназад до 6. века п. н. е.. Тренутно најстарији докази о постојању чистог цинка потичу из Завара у Раџастану, из раног 9. века када је кориштен процес дестилације за добијање чистог цинка. Алхемичари су спаљивали цинк у ваздуху да би формирали оно што су они називали „филозофском вуном” или „снежно бело”.

## Историја
Још у старом веку цинк је био основни материјал за производњу легуре месинга. Као самосталан метал, откривен је у Индији или Кини пре 1500. п. н. е., а у Европу је донет крајем 16. века. Већ 1679. године код немачког града Касела отвара се прва радионица за производњу месинга.
Сматра се да је фламански металург П.М. де Респур први екстраховао метални цинк из цинк-оксида 1668. године. Већ почетком 18. века, Етјен Франсоа Жофрој описује како се цинк-оксид кондензује у жуте кристале на жељезним шипкама које су стављене изнад цинкове руде при топљењу. У Британији, металург Џон Лејн је извео експеримент да истапања цинка 1726. године. Године 1738. британски металург Вилијам Чампион је патентирао процес екстракције цинка из каламина у вертикалној топионици. Његова технологија је донекле слична оној коју су користили у цинковим рудницима Завар у Раџастану, међутим нема доказа да је он посетио Индију. Чампионов процес се користио све до 1851. године.

## Особине

### Физичке
Метални цинк је блештавобео, неплеменити метал, који је на собној температури и изнад 200 °C доста крхак. На температурама између 100 и 200 °C је доста дуктилан и лако се може деформисати. Његов прелом је сребрено бео. Цинк се кристализује у хексагонском кугластом кристалном систему. Он се заправо простире вертикално по слојевима кугле, а размаци између атома цинка се међусобно незнатно разликују, унутар слоја 264,4 , а између слојева 291,2 pm.

### Хемијске
Стајањем на ваздуху на површини цинка се формира отпорни заштитни слој састављен из цинк-оксида и цинк-карбоната. Због тога се цинк, и поред својих неплеменитих особина користи за заштиту од корозије (поцинкавање челичних предмета и слично). Цинк се раствара у киселинама дајући цинкове двовалентне соли а у базама даје цинкате . Један изузетак је цинк високе чистоће (99,999%), који не реагује са киселинама. Цинк се у својим спојевима јавља готово искључиво са оксидационим бројем +2 (двовалентан).
Хемијски, цинк се убраја у неплемените метале (редокс потенцијал -0,763 волта). Ово се може искористити на примјер, да би се племенити и други метали издвојили у елементарном стању из својих соли путем редукције, као што је ова замена бакра цинком из соли бакра:
{\displaystyle \mathrm {Cu^{2+}+\ Zn\rightarrow Cu\downarrow +\ Zn^{2+}} }

### Изотопи
Познато је укупно 29 изотопа цинка од 54 до 83Zn те још додатних десет нуклеарних изомера. Од њих, пет изотопа је стабилно  и 70Zn и могу се наћи у природи. Не постоје природни радиоактивни изотопи цинка. Најчешћи изотоп је 64Zn са 48,63% удела у природном односу изотопа. Након њега следе 66Zn са 27,90%, 68Zn са 18,75%, 67Zn са 4,10%, и као најређи природни изотоп је 70Zn са уделом 0,62%. Најстабилнији вештачки изотоп је бета и гама радијацијски изотоп 65Zn са временом полураспада од 244 дана. Овај и нуклеарни изомер  служе као средство за праћење (трасер) у нуклеарној медицини. Као једини природни изотоп 67 се може доказати путем НМР спектроскопије.

## Заступљеност
Заступљен је у земљиној кори у количини од 75 ppm у облику минерала - углавном ZnS,  и смитсонита.
Намирнице које су богате цинком су: остриге, посно месо и рибе, а има га има и у зрнастом хлебу.

### Физичке и хемијске особине
Метални цинк је блештаво бео, крхак метал. На ваздуху подлеже оксидацији слично алуминијуму, али га слој оксида штити од даље корозије. Цинк је врло реактиван, како у киселој, тако и у базној средини.

## Једињења
Најпознатије једињење цинка је његов оксид ZnO, који се користи као додатак за боје и лакове.

## Примена
Од многих примена цинка, издвајамо следеће:
- Превлачење лима у циљу заштите од корозије
- Као састојак многих легура, посебно са бакром
- За електричне пећи
- За запрашивање биљних култура у баштама, јер има инсектицидно дејство.

## Биолошки значај
Цинк је један од микроелемената и налази се у многим ензимима. Између осталог има удела и у минерализацији костију, синтези беланчевина, зарастању рана, утиче на рад имунолошког система, правилну расподелу инсулина и штедњу холестерола и витамина А. Има удела и у регулацији крвног притиска и срчаног ритма.
Одрасле особе дневно треба да га уносе у организам најмање 5 милиграма, а препоручује се око 15-20 милиграма.
Недостатак цинка узрокује: малокрвност, успоравање темпа раста, споро зарастање рана, запаљења коже... Недостатак цинка код деце изазива нижи раст и спорији умни развој.
Цинк делује као лек за болести желуца, реуматизам, кожне болести ...
Систематско узимање неких лекова и алкохола утиче на смањење количине цинка у човековом организму.
Соли цинк (II) изазивају рак уколико се уносе у великим количинама.

## Галерија
- Узорак цинка.
- Цинк се на ваздуху превлачи слојем оксида.
- Сагоревање цинка.
- Немачки новац из 1921. године, направљен само од цинка.
- Грумени цинка
- Цинк
- Хемијски јеж
- Олово-цинкова руда
- Цинкана фолија
- Месингана коцка